# Ngidi Yemweni
Jean-Jacques Ngidi Yemweni (ur. 4 kwietnia 1976 w Kinszasie) – kongijski piłkarz grający na pozycji napastnika. Od 2010 roku jest zawodnikiem klubu TC Elima Matadi.

## Kariera klubowa
Karierę piłkarską Yemweni rozpoczął w klubie CS Style du Congo. W 1994 roku zadebiutował w jego barwach w pierwszej lidze Demokratycznej Republiki Konga. Grał w nim do końca 1996 roku, a w 1997 odszedł do DC Motema Pembe z Kinszasy. Jego zawodnikiem był do 2000 roku. W 1998 i 1999 roku wywalczył mistrzostwo kraju.
W 2001 roku Yemweni został piłkarzem sudańskiego Al-Hilal Omdurman. Następnie w 2002 roku odszedł do szwajcarskiego FC Sion, w którym rozegrał jeden mecz w lidze.
W 2003 roku Yemweni wrócił do Demokratycznej Republiki Konga. W latach 2003–2004 grał w TP Mazembe. Następnie w 2005 roku został zawodnikiem angolskiego zespołu Sagrada Esperança i wówczas wywalczył z nim mistrzostwo Angoli. W połowie 2006 roku został piłkarzem DC Motema Pembe. W 2008 roku został z nim mistrzem kraju, a w 2009 roku zdobył Coupe du Congo. W 2010 roku przeszedł do TC Elima Matadi.

## Kariera reprezentacyjna
W reprezentacji Demokratycznej Republiki Konga Yemweni zadebiutował w 2000 roku. W tym samym roku rozegrał 2 mecze w Pucharze Narodów Afryki 2000: z Republiką Południowej Afryki (0:1) i z Gabonem (0:0).